# 科爾加亞尼
科爾加亞尼，是愛沙尼亞維爾揚迪縣维尔扬迪市镇内的小鎮，位於該國南部，曾是原科爾加亞尼市镇的行政中心，處於首都塔林東南面120公里，海拔高度53米，2012年該小鎮人口420。
58°32′01″N 25°56′39″E / 58.53361°N 25.94417°E